# Z ponad
Sponad – tom wierszy Juliana Przybosia wydany w 1930.
Tom został stworzony we współpracy z Władysławem Strzemińskim, który opracował szatę graficzną, dzięki czemu tom jest czołowym przykładem współpracy twórczej poetów i malarzy. Wersy utworów tworzą pionowe i poziome geometryczne układy o różnej wielkości liter. Sprzyjał temu stosowany przez Przybosia rodzaj wiersza wolnego, w którym sąsiadowały ze sobą wersy długie i krótkie. Tematyka utworów jest zróżnicowana. Składają się na nią motywy miejskie, wiejskie i krajobrazowe (nieobecne we wczesnej twórczości Przybosia), osobiste i uniwersalne. Cechą charakterystyczną utworów jest stosowanie zaskakujących metafor i skojarzeń.